# Křesťanstvo
Křesťanství v procentech (2010)

Rozšíření křesťanství ve světě (údaje z roku 2011)

Křesťanstvo (latinsky Christianitas) je historický souhrnný termín vztahující se na všechny křesťanské země nebo země s křesťanstvím jako dominujícím náboženstvím. Tyto země společně tvoří charakteristickou část světa s reálnou nebo pomyslnou jednotou vůči okolnímu světu, kde se ujala odlišná náboženství.

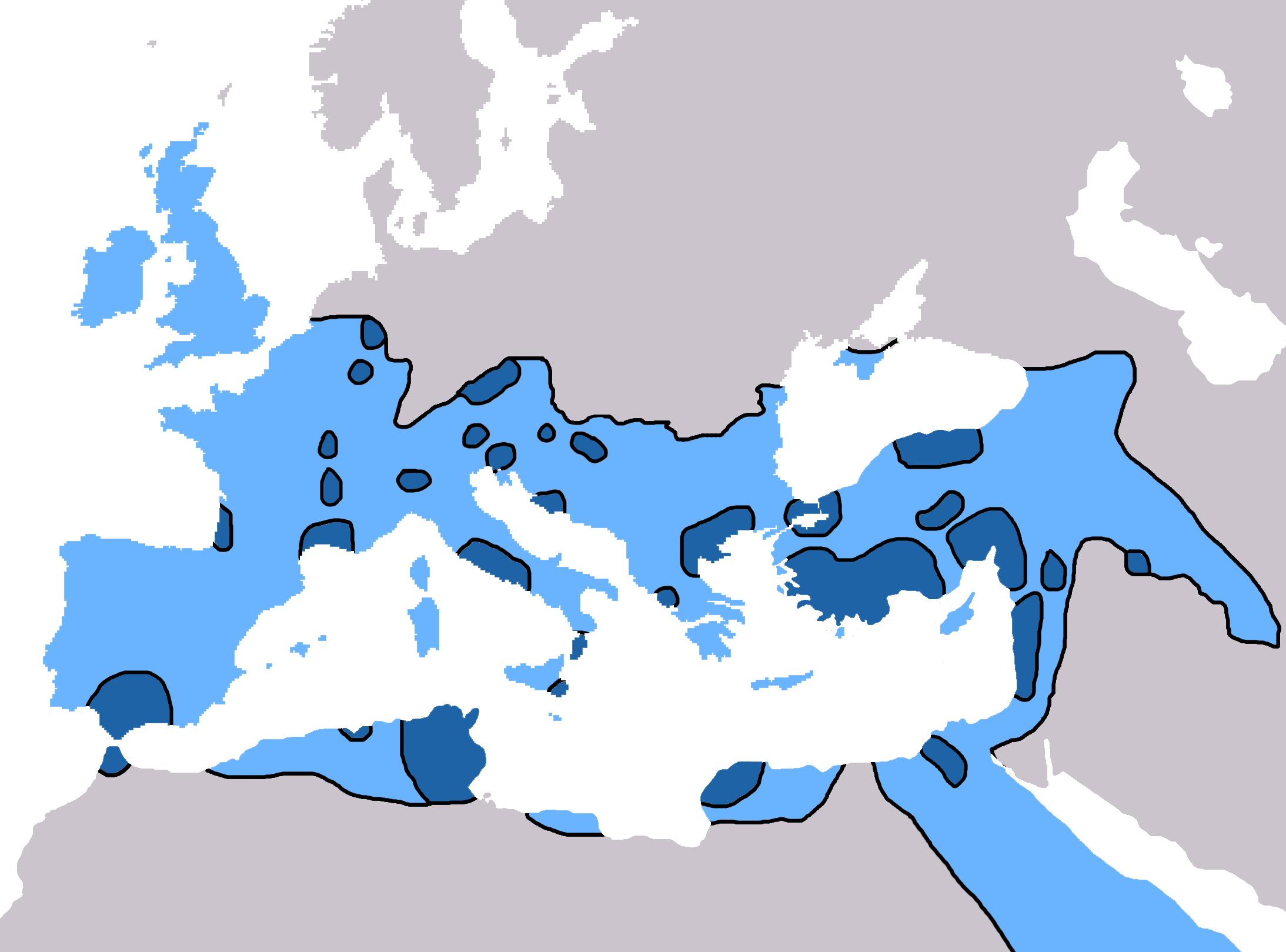
Rozšíření křesťanství v oblasti Evropy a Středomoří (území bývalé římské říše) na počátku 7. století

Křesťanské země, byť mnohdy si geograficky vzdálené a nacházející se na odlišných kontinentech, měly díky společnému vyznání k sobě blíže, kulturně i politicky, a docházelo mezi nimi k častějším kontaktům. Společnou víru měly země křesťanského Západu se zeměmi na východě nebo s převážně křesťanskými zeměmi v severní Africe (než se zde později rozšířil islám), byť byly často vztahy mezi nimi zkomplikovány věroučnými a církevními neshodami. Nejstarší křesťanské země byly spojeny kulturou a vzdělaností ovlivněných křesťanstvím, ale často také vycházejících z antiky, protože mnohé z nich vznikly na troskách vyspělé civilizace římského impéria, kterému ještě místy předcházel svět helénistický.
Dnes je křesťanství rozšířeno takřka po celém světě a termín křesťanstvo se zpravidla neužívá.